# Miracle Laurie
Miracle Laurie, (Huntington Beach, Kalifornia, 1981. augusztus 1. –) amerikai színésznő. Legismertebb szerepe a Dollhouse című sorozatban Mellie megformálása. Ez volt az első igazi szerepe.

## Élete
Miracle, hároméves korában hula táncot tanult,  ötéves  korában zongora leckéket vett, és hétévesen a helyi színházban játszott. Felvételizett a Kaliforniai egyetem dráma szakára, és Los Angelesbe költözött.

## Szerepei
- Dollhouse (13 epizód)
- The Cabonauts (1 epizód)
- Medical Investigation (1 epizód)